# Чанг, Эндрю
Эндрю Чанг (англ. Andrew Chung) — американский журналист, специализирующийся в Reuters на правовых вопросах. В 2014—2020 годах Чанг входил в состав команды, которая расследовала судебные дела, связанные с превышением полномочий американскими полицейскими. Опубликованная в 2020-м году серия статей была удостоена Пулитцеровской премии за разъяснительный репортаж годом позднее.

## Биография
Эндрю Чанг получил степень бакалавра естественных наук Университета Альберты и к 1999 году окончил магистратуру в Йельской школе права и Школе журналистики Карлтонского колледжа. Вскоре он присоединился к Toronto Star, где в разных должностях проработал больше десяти лет, в частности, международным репортёром и начальником бюро в Квебеке. В разные годы вместе со своими сослуживцами репортёр был отмечен премией Профессионального журналистского сообщества Deadline Club, Ассоциации профессиональных журналистов, золотой наградой Американской ассоциации содействия развитию науки и Национальной наградой Канады в сфере журналистики.
В 2014 году он присоединился Reuters, чтобы освещать темы, связанные с Верховным судом США. В 2014 году Чанг вошёл в состав команды, которая раскрыла правовую практику защиты полицейских, превысивших свои полномочия. Они проанализировали дела федерального суда США с 2005 года, чтобы выявить случаи применения так называемой доктрины «квалифицированного иммунитета». В 2021 году работа была удостоена Пулитцеровской премии за пояснительную журналистику.